# Oligia niveiplaga
Oligia niveiplaga är en fjärilsart som beskrevs av Max Wilhelm Karl Draudt 1950. Oligia niveiplaga ingår i släktet Oligia och familjen nattflyn. Inga underarter finns listade i Catalogue of Life.